# Harmoniconus paukstisi
Harmoniconus paukstisi is een slakkensoort uit de familie van de Conidae. De wetenschappelijke naam van de soort is voor het eerst geldig gepubliceerd in 2011 door Tucker, Tenorio & Chaney.